# Zum goldenen Hirschen (Apotheke)

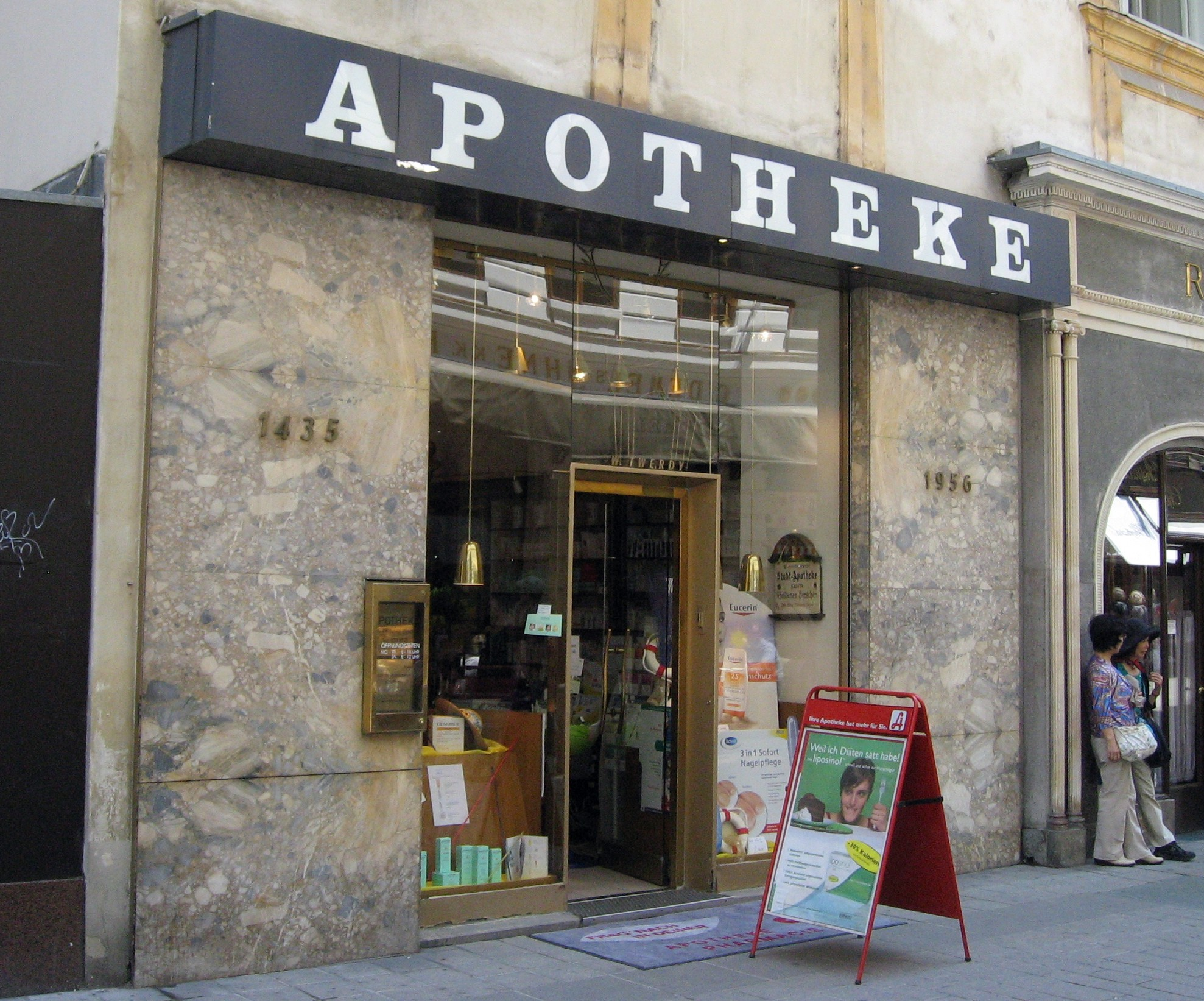
Apotheke „zum goldenen Hirschen“ (2009)

Werbung der Apotheke „zum goldenen Hirschen“ (1903)

„Zum goldenen Hirschen“ ist eine historische Apotheke im 1. Wiener Gemeindebezirk Innere Stadt am Kohlmarkt 11.

## Geschichte
Die Geschichte des Apothekergewerbes in Wien reicht bis ins Mittelalter zurück. Parallel mit den Fortschritten der medizinischen Wissenschaft ging auch die Entwicklung des Apothekerwesens. Speziell die Wiener Apotheken genossen bereits im 17. Jahrhundert unter Kaiser Leopold I. hohes Ansehen, so dass aus vielen Ländern Ärzte, Pharmazeuten und Chemiker für ihr Studium nach Wien kamen.
Eigentümer der Apotheke war von 1435 bis 1458 Vinzenz Hackenberger. Der Standort war am Graben Nr. 1121 im althistorischen „Hirschenhaus“ aus dem der Name der Apotheke entstammte.
Es war ab 1532 als Lasla Prokh'sches Benefiziantenhaus bekannt und wechselte häufig den Besitzer. 1612 war Bartholomäus Schlezer, der frühere Inhaber der Mohrenapotheke, Besitzer, danach 1650 Friedrich Müller von Löwenstein, 1687 Ignaz Greimoldt (ab 1692 Senior der Apotheke), ab 1722 sein Sohn Joseph Melchior Greimoldt (ab 1754 Senior der Apotheke), 1762 sein Sohn Franz Xaver Greimoldt, 1769 sein Schwager Martin Weiskampf, ab 1787 Jakob Augusta und Rudolf Etzelt. Jakob August war von 1796 bis 1803 Gremialvorsteher des neu gebildeten Apothekergremiums, Rudolf Etzelt wurde ab 1831 Provisor.
Als das Hirschenhaus demoliert wurde, wurde die Apotheke im Jahre 1840 in das (alte) Michaelerhaus am Kohlmarkt 1152 (heute 11) verlegt, wo sie sich noch heute befindet.
Aus alten Büchern geht hervor, dass die Apotheke 1713 durch ein Privileg von Kaiser Karl VI. bestätigt wurde. Dieses Privileg beruft sich wiederum auf das Privileg von Kaiser Ferdinand III., welches sich wieder auf die Privilegien von Kaiser Rudolf II. von 1602 und Kaiser Ferdinand I. von 1564 beruft. Die Apotheke war in der Innenausstattung dekoriert, der Rezepturtisch war wegen seiner kunstreichen Arbeit von Kennern bewundert.
1869 übernahm Wenzel Twerdy die Apotheke. Er wurde später 1887 zum Wiener Gemeinderat gewählt.
Die Apotheke „zum goldenen Hirschen“ hatte um 1900 mehrere Spezialitäten wie W. Twerdy's Zahnlatwerge (Electuarium dentifricium), Damenpulver und Kola granulée.
1956 wurde die Apotheke innen und außen modernisiert.